# Штайнгаузен (Цуг)
Штайнгаузен (нім. Steinhausen ZG) — місто  в Швейцарії в кантоні Цуг.

## Географія
Місто розташоване на відстані близько 85 км на схід від Берна, 4 км на північний захід від Цуга.
Штайнгаузен має площу 5 км², з яких на 37,7% дозволяється будівництво (житлове та будівництво доріг), 46% використовуються в сільськогосподарських цілях, 15,5% зайнято лісами, 0,8% не є продуктивними (річки, льодовики або гори).

## Демографія
2019 року в місті мешкало 10 129 осіб (+11,4% порівняно з 2010 роком), іноземців було 25,1%. Густота населення становила 2010 осіб/км².
За віковим діапазоном населення розподілялося таким чином: 20,8% — особи молодші 20 років, 61,7% — особи у віці 20—64 років, 17,6% — особи у віці 65 років та старші. Було 4236 помешкань (у середньому 2,4 особи в помешканні).
Із загальної кількості 9270 працюючих 54 було зайнятих в первинному секторі, 1733 — в обробній промисловості, 7483 — в галузі послуг.